# Peter Nilsson (fotbollsspelare född 1987)
Peter Karl Philip Nilsson, senare Stenberg, född 7 april 1987, är en svensk före detta fotbollsspelare. Hans far, Torbjörn Nilsson, är en svensk före detta fotbollsspelare och senare tränare.

## Karriär
I februari 2016 värvades Nilsson av Jonsereds IF. Säsongen 2016 gjorde han åtta mål på 21 matcher i Division 3. Säsongen 2017 gjorde Nilsson 13 mål på 21 matcher i Division 4. Säsongen 2018 gjorde han ett mål på 22 matcher i Division 3.